# Bloody Roar 2: Bringer of the New Age
Bloody Roar 2: Bringer of the New Age  (sous-titré The New Breed aux États-Unis) est un jeu vidéo de combat développé par Raizing en 1999.

## Système de jeu

### Généralité
Bloody Roar 2 est un jeu de combat rapide ou tous les personnages peuvent se transformer en animaux. La barre de vie accompagne une jauge de bestialité qui une fois pleine permet de se transformer en l'animal correspondant au personnage. Plus le personnage prend des dégâts transformé plus la barre de bestialité se vide. Une fois vide le personnage retourne a son état humain.

### Modes de jeu
Story: est le mode histoire du jeu, narré par des illustrations et textes en anglais pour la version Européenne.
VS: est le mode deux joueurs.
Arcade: est une suite de combat aléatoire pour un seul joueur.
Survival: est un mode survie, une suite de combat avec une seule victoire pour passer au niveau suivant.
Custom: est un mode d'entrainement.
Options: sont les options du jeu et les bonus (cinématiques et illustrations à débloquer dans le mode Histoire).